# Schuko

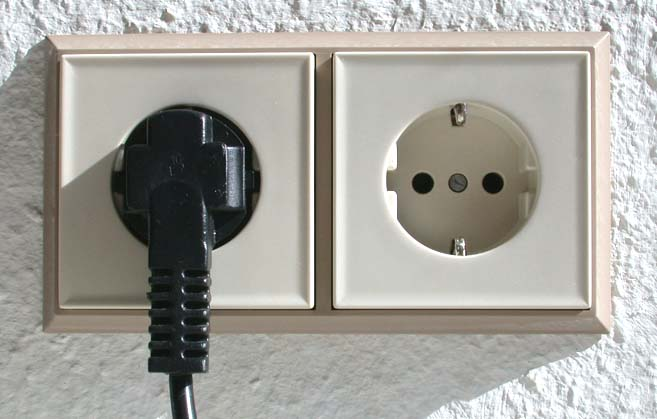
Doppia presa Schuko con una spina inserita. Il puntino al centro del ricettacolo è una testa di vite, non un terzo foro (questo compare nelle prese di produzione italiana per garantire la compatibilità con le spine italiane da 10A provviste del terzo spinotto di terra).

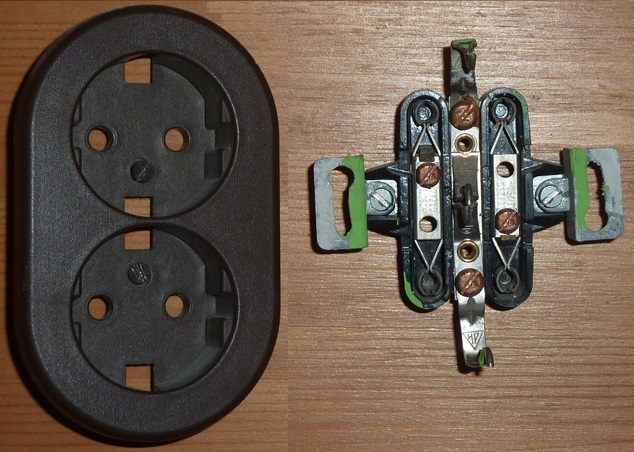
Presa doppia smontata

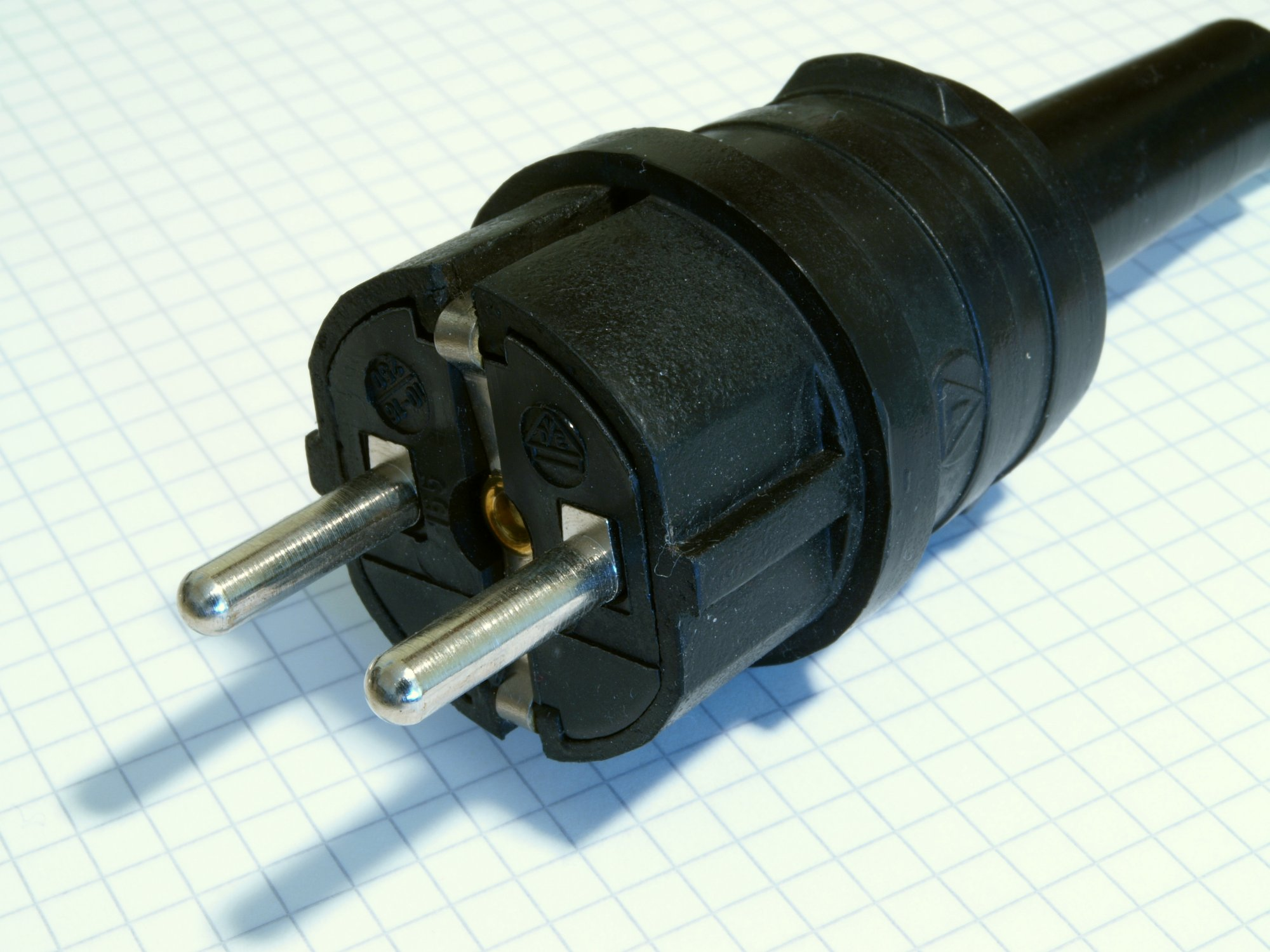
Schuko CEE 7/4, non compatibile con il sistema francese

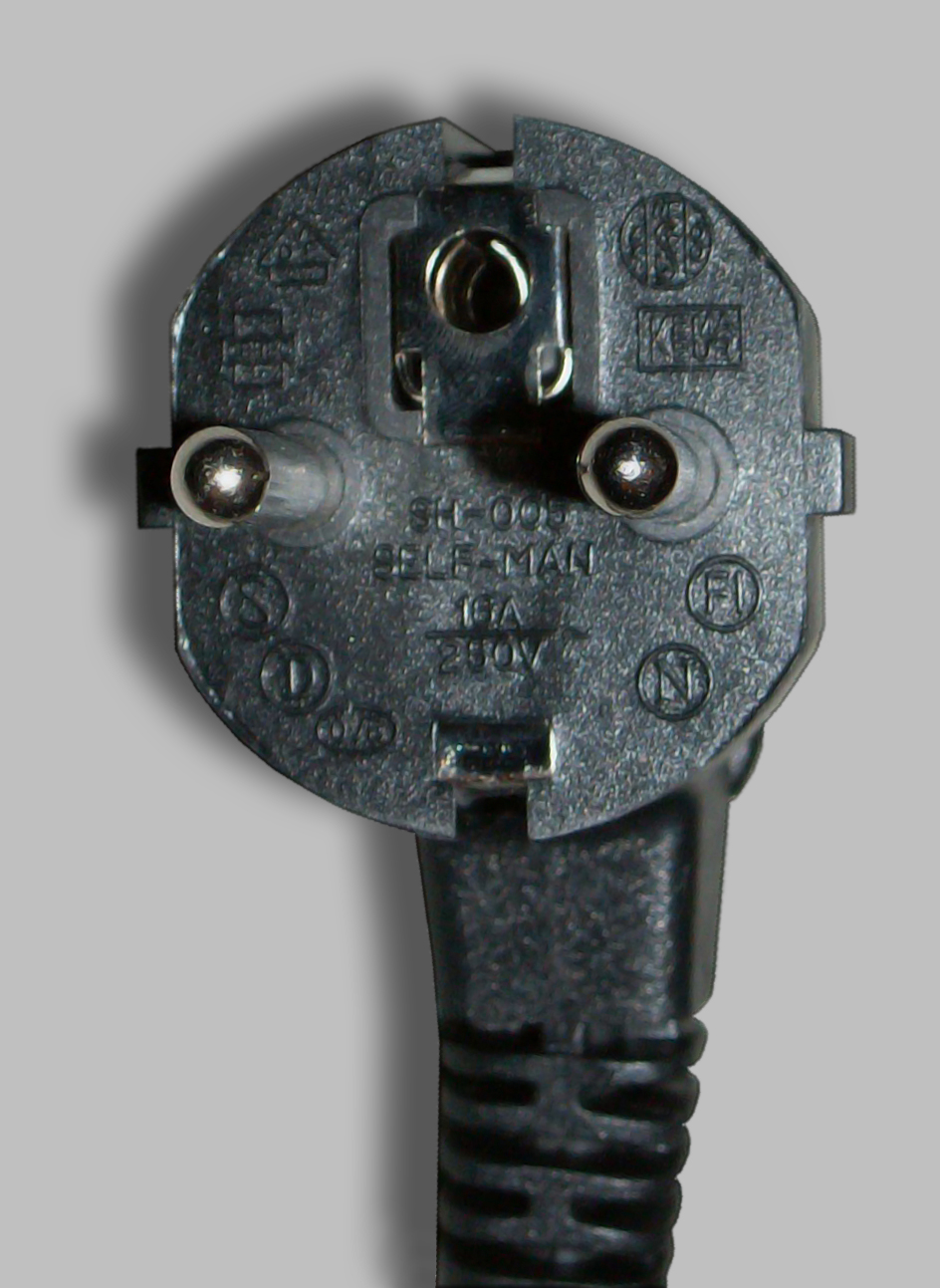
Schuko CEE 7/7 con marchi di prova

Schuko o SchuKo (pronuncia tedesca [ˈʃuːko]), è il nome comune per un sistema di spina e presa per corrente alternata, definita come CEE 7/4 o, non ufficialmente, come tipo F.
Il termine è l'acronimo di Schutz-Kontakt, del termine tedesco Schutzkontakt (letteralmente "contatto di protezione"), indicante semplicemente che il dispositivo è provvisto di contatto per la messa a terra di protezione (in acronimo PE, dall'inglese protective earth), nella fattispecie sotto forma di molletta su entrambi i lati anziché di spinotto cilindrico o alveolo sulla presa.
In Italia viene comunemente definita "presa tedesca" o "spina tedesca" o, in maniera più informale, "presa (o spina) Siemens", anche se non è stata inventata dall'omonima azienda e viene chiamata così solo perché apparsa per la prima volta in Italia sugli elettrodomestici prodotti dalla Siemens AG in Germania.

## Storia

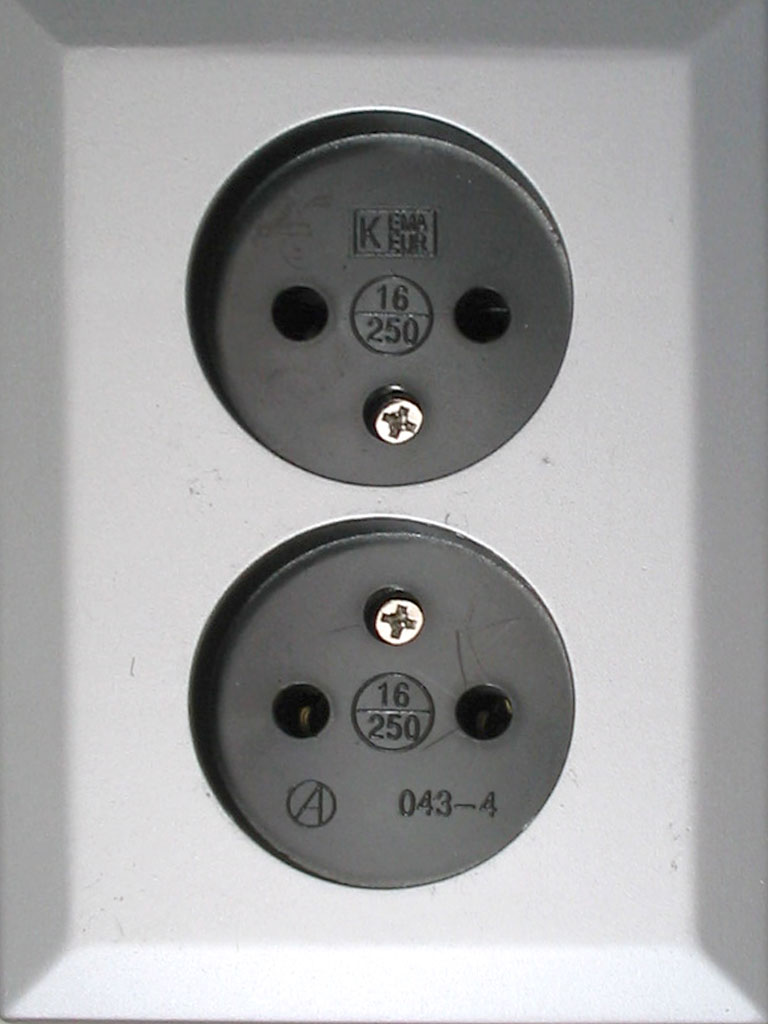
Presa senza messa a terra (recante approvazione olandese standard) che può accoppiarsi con spina Schuko

Il sistema Schuko è nato in Germania da un brevetto (DE 370538) depositato nel 1926 da Albert Büttner, fondatore della "Bayerische Elektrozubehör GmbH“ (oggi ABL Sursum Bayerische Elektrozubehör GmbH und Co. KG). Bayerische Elektro AG ottenne il brevetto DE 489003 nel 1930 per einen Stecker mit Erdungseinrichtung gewährt. Oggi questo sistema è usato in oltre 40 Paesi, includendo buona parte dell'Europa continentale.
Francia, Belgio, Repubblica Ceca, Slovacchia e Polonia usano un tipo di spina e presa (CEE 7/5) delle stesse dimensioni e spaziature tra gli spinotti principali, ma con una terra protettiva a spinotto nella presa, invece che a molletta, e senza le sporgenze che fanno da guida sui lati. Gran parte delle moderne spine Schuko stampate (nonché spine smontabili di buona qualità) sono una versione ibrida della Schuko con un foro aggiunto (CEE 7/7) che accetta il contatto di terra delle prese francesi.
CEE 7/7 è diventato lo standard de facto nell'UE e in molti altri Paesi che seguono gli standard CENELEC. Le sole nazioni a non adottare lo standard CEE 7/7 nell'UE sono:
- Danimarca lo standard attuale, 107-2-D1, accetta la spina CEE 7/7 ma non ne collega il contatto di terra; lo standard francese è stato autorizzato il 1º luglio 2008 ma non è ancora molto diffuso;
- Irlanda (BS1363/standard irlandese equivalente IS 401), vedi sotto;
- Malta (BS1363);
- Cipro (BS1363);
- Regno Unito (con Gibilterra) (BS1363).

In Italia, lo standard principale è il CEI 23-16/VII, comunque Schuko è uno standard approvato ed è d'uso comune. Gli utilizzatori sono venduti con spina italiana o Schuko. Alcune prese (in particolar modo quelle più recenti) accettano entrambi i tipi di spina, la maggior parte tuttavia ne accetta un solo tipo (in particolare quelle di tipo italiano da 10 A). Le spine Schuko sono usate più spesso in utilizzatori più grossi come lavatrici, frigoriferi e sono particolarmente comuni in Alto Adige, che è una zona vicina geograficamente e culturalmente all'Austria.
Anche se Schuko non è mai stato standard (o la norma di fatto) in Belgio o Francia, a volte si può trovare in vecchie installazioni nelle zone orientali del Belgio e in Alsazia. Le nuove installazioni adottano lo standard nazionale.
In parte dell'Irlanda prese Schuko erano solitamente installate fino agli anni sessanta. Per motivi di sicurezza e per armonizzarsi con il Regno Unito, con cui l'Irlanda ha accordi per il libero transito, e per evitare di avere prese diverse nell'Irlanda del Nord e nella repubblica di Irlanda, quest'ultima ha standardizzato il BS1363 nello standard irlandese IS411 (presa) e IS401 (spina). Questa standardizzazione in Irlanda è avvenuta mentre nel Regno Unito veniva soppiantato il vecchio standard BS546 (usato anche in alcune zone d'Irlanda). L'adozione del BS1363 ha anche eliminato situazioni dove una Schuko con messa a terra poteva venir collegata a prese sprovviste di tale contatto o, se tale contatto era presente, senza fare contatto con esso. Il Regno Unito aveva un problema simile dove una mescolanza di vecchie spine a 2 o 3 contatti cilindrici creava ogni sorta di problemi di messa a terra.

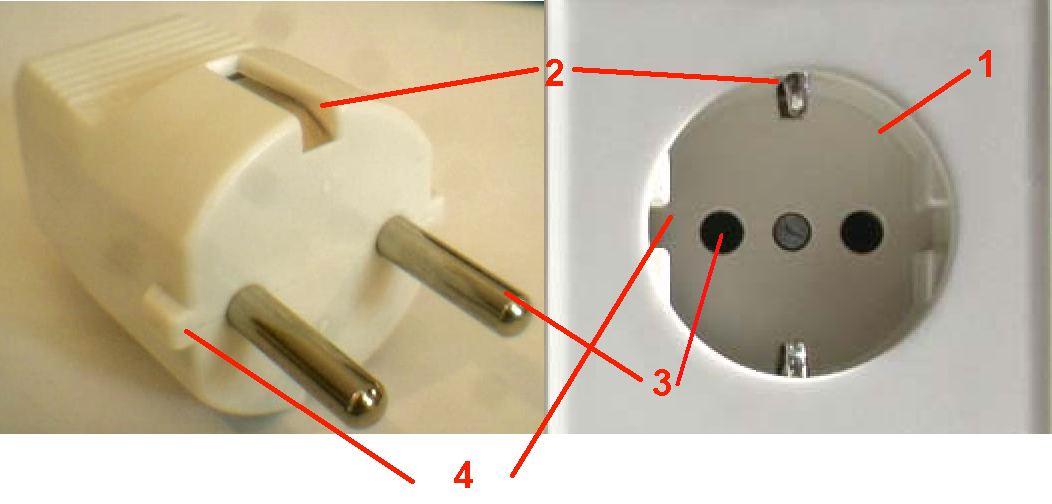
CEE 7/4 spina Schuko e presa Schuko

Le prese Schuko sono state completamente eliminate in Irlanda e non si incontrano in edifici commerciali e solo di rado nelle case private. Comunque alcuni alberghi forniscono prese Schuko accanto a quelle inglesi per la comodità dei visitatori europei. Lo standard comune è il BS1363 e ora è obbligatorio (come nel Regno Unito) per apparecchi a uso domestico avere la spina di tipo britannico (o da rasoio se richiesta). Questo evita la necessità di avere adattatori per attaccare le spine europee in prese britanniche.

## Caratteristiche
Una spina Schuko ha due contatti cilindrici di 4,8 mm di diametro, lunghi 19 mm, distanti 19 mm, per i contatti di fase e di neutro, più due contatti piatti sui lati superiore e inferiore della spina per la messa a terra di sicurezza. Questo connettore è usato per collegare carichi fino a 16 A in circuiti di corrente alternata a 220 V e 50 Hz.
Le prese Schuko costituiscono un ricettacolo nel quale viene alloggiata la spina. Spine e prese Schuko sono connettori simmetrici per corrente alternata. Essi possono essere fatti combaciare in due modi, dunque fase e neutro possono arrivare su entrambi i contatti dell'utilizzatore. Come la maggioranza delle prese europee, le prese Schuko possono accettare le europlug. Le spine Schuko sono reputate molto sicure quando vengono utilizzate con prese dello stesso tipo, ma possono essere usate anche con prese diverse, risultando però pericolose (per esempio inserendola con forza in una normale presa italiana da 10 A, impedendo la messa a terra e lasciando scoperti gli spinotti, e spesso danneggiando la presa stessa).

## Polarizzazione
Anche se le spine Schuko non sono polarizzate, si raccomanda di cablarle allo stesso modo che la più universale CEE 7/7 (fase a sinistra e neutro a destra guardando la presa) per coerenza e anche che la CEE 7/7 viene collegata in modo polarizzato in molti casi (quando il collegamento per la terra è sopra). Comunque manca uno standard per questo, quindi in molti casi sono collegate a caso, ecco perché se c'è bisogno di sapere qual è la fase è necessario controllare la presa tutte le volte.

## Sicurezza
Quando inserita nella presa, la spina tedesca copre la cavità evitando che possano essere toccati accidentalmente gli spinotti della presa, quindi stabilisce dapprima il contatto di terra, grazie alle mollette laterali, e subito dopo i contatti di fase e neutro. Una coppia di guide non conduttrici sulla destra e sulla sinistra della presa dà maggior stabilità consentendo di attaccare anche spine pesanti, ad esempio contenenti trasformatori o temporizzatori.
Tuttavia, la debole conformazione che caratterizza le mollette laterali di terra rispetto ai robusti spinotti di corrente, può essere soggetta a deformazioni e rotture che ne possono pregiudicare il contatto di terra oltre a causare, in caso di accidentale piegatura delle lamelle, un incompleto inserimento nella presa. Questo tipo di danno può quindi causare scarsa sicurezza per mancanza del contatto di terra.

## Compatibilità con altri tipi di spina/presa

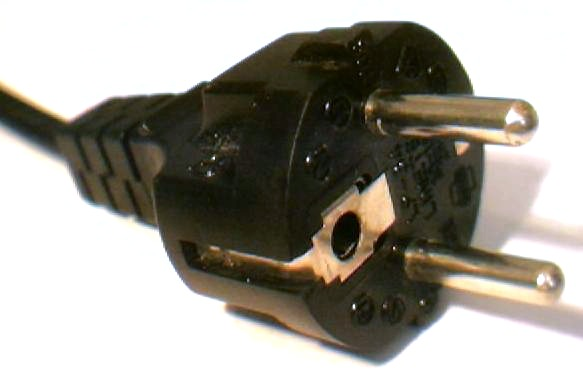
Spina CEE 7/7 ibrida Schuko/spina francese

Le prese Schuko possono accogliere spine a due contatti cilindrici senza terra tipo C, del tipo CEE 7/16 e CEE 7/17. A scapito della sicurezza, spine Schuko possono essere attaccate in molte prese a due fori (senza terra) e in alcune prese con un tipo diverso di messa a terra che non si collega, come alcune varianti del tipo K. Molte di queste prese inoltre non hanno la cavità che impedisce all'utente di poter toccare gli spinotti nell'inserimento. In Italia, Argentina e Uruguay sono presenti versioni ibride della presa Schuko con un foro in più, che accettano la variante piccola della spina di tipo L (CEI 23-16/VII).

## Diffusione
Sistema francese (Tipo E)
     Sistema tedesco (Tipo F, CEE 7/4)
     Sistema britannico (Tipo G, BS 1363)
     Sistema svizzero (Tipo J, SEV 1011)
     Sistema danese (Tipo K, DS Afsnit 107-2-D1)
     Sistema italiano (Tipo L, CEI 23/50)

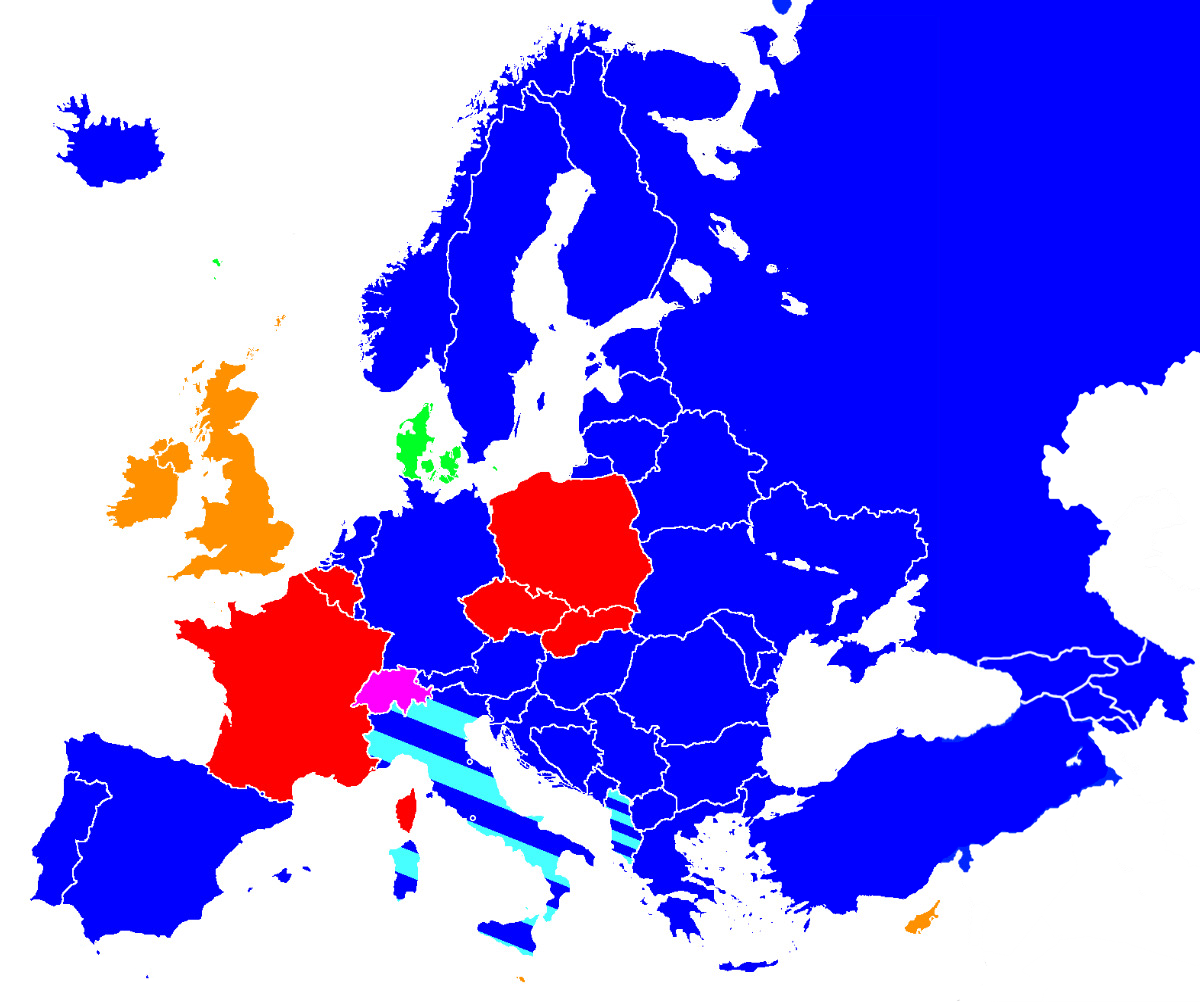
Legenda
Sistema francese (Tipo E)
Sistema tedesco (Tipo F, CEE 7/4)
Sistema britannico (Tipo G, BS 1363)
Sistema svizzero (Tipo J, SEV 1011)
Sistema danese (Tipo K, DS Afsnit 107-2-D1)
Sistema italiano (Tipo L, CEI 23/50)

Il sistema più diffuso è il CEE-7/7.
I seguenti paesi usano il sistema CEE-7/4-Schuko-System:
- Afghanistan
- Algeria
- Andorra
- Austria
- Bielorussia
- Bosnia ed Erzegovina
- Bulgaria
- Corea del Nord (Norm: KSC 8305)
- Corea del Sud
- Croazia
- Estonia
- Finlandia
- Germania
- Grecia
- Indonesia
- Islanda
- Italia/San Marino/Vaticano (Norm: CEI 23-50 P 30, S 30, S 31, con CEI 23-50 L-Typ-Steckern)
- Lettonia
- Lituania
- Lussemburgo
- Macedonia
- Moldavia
- Montenegro
- Norvegia
- Paesi Bassi
- Portogallo
- Romania
- Russia
- Serbia
- Siria (nessuna norma ufficiale)
- Slovenia
- Spagna
- Svezia
- Turchia (nessuna norma ufficiale)
- Ucraina
- Ungheria

Sistema francese compatibile CEE-7/7:
- Belgio
- Cipro (BS1363)
- Danimarca lo standard attuale, 107-2-D1, accetta la spina CEE 7/7 ma non ne collega il contatto di terra; lo standard francese è stato autorizzato il 1º luglio 2008 ma non è ancora molto diffuso;
- Francia e colonie
- Irlanda (BS1363/standard irlandese equivalente IS 401), vedi sotto;
- Malta (BS1363);
- Marocco
- Monaco
- Polonia
- Regno Unito (con Gibilterra) (BS1363)
- Repubblica Ceca
- Slovacchia
- Tunisia

## Prove e certificazioni
In alcuni paesi lo standard Schuko CEE-7/7 viene certificato da taluni organismi. In Europa troviamo:
| Nazione     | Organizzazione |
| ----------- | -------------- |
| Austria     | ÖVE            |
| Belgio      | CEBEC          |
| Danimarca   | DEMKO          |
| Finlandia   | FIMKO          |
| Francia     | LCIE           |
| Germania    | VDE            |
| Italia      | IMQ            |
| Norvegia    | NEMKO          |
| Paesi Bassi | KEMA           |
| Russia      | GOST-R         |
| Svezia      | SEMKO          |